# Pèdon

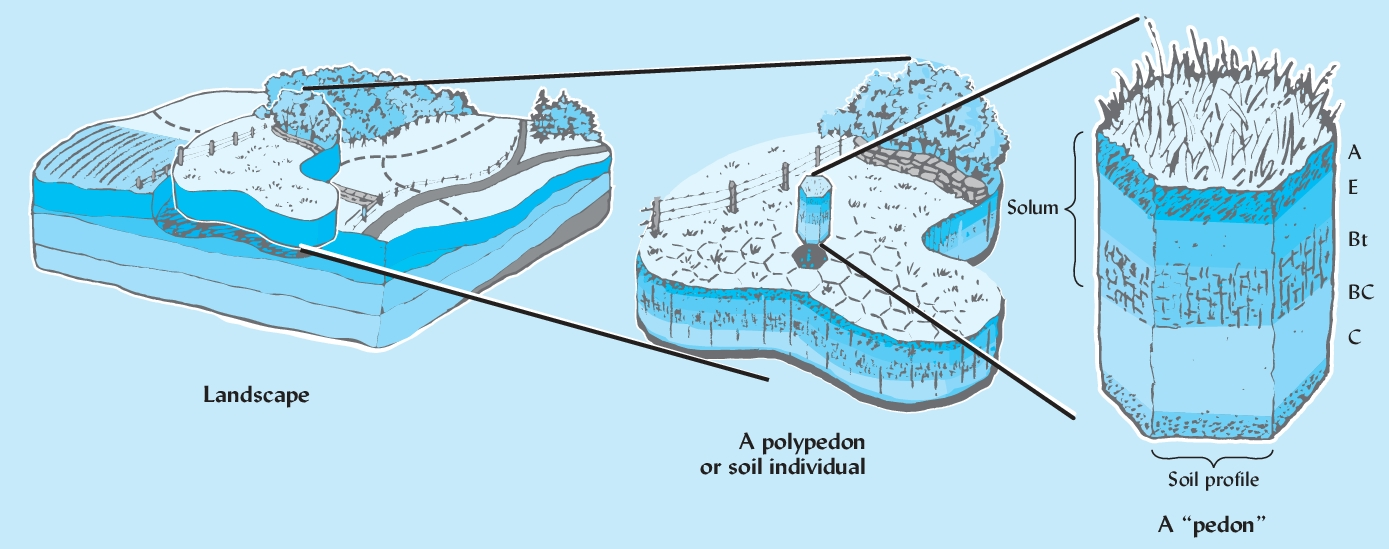
Esquema dels grups o unitas d'estudi en ciència del sòl: Paisatge o coberta de sòl (Landscape), polipèdon i pèdon.

En edafologia, pedologia i ciència del sòl, un pèdon és el volum mínim de sòl que presenta totes les característiques d'un tipus de sòl individual. En ciència del sòl, el pèdon és un cos tridimensional de sòl amb dimensions prou grans com per permetre l'estudi dels horitzons individuals del sòl. Unitat artificial de classificació de l'horitzó del sòl consistent en un cos tridimensional amb dimensions laterals prou grans per a estudiar la forma i relació de l'horitzó. Es considera que les mides mínimes d'un pèdon són un metre quadrat a la superfície i la fondària necessària per tal assolir el seu extrem inferior.
Es considera que la mida mínima d'un pèdon és un metre quadrat de superfície i una fondària adequada per tal d'arribar a l'extrem inferior del sòl. Un multipèdon seria un conjunt de pèdons contigus de les mateixes característiques, seria equivalent a un sòl individual.

## Horitzons de diagnòstic
Endopèdon: horitzó que es forma a les capes subsuperficials per sota d'un horitzó A o d'una capa de fullaraca, resultant de processos de meteorització del material originari o bé de la translocació de substàncies de la part superior i acumulades a les capes inferiors. En la Soil Taxonomy (USDA), els endopèdons són designats simplement, horitzons.
Epipèdon: horitzó format a la part més superior del sòl i ric en matèria orgànica.
Epipèdon antròpic: un epipèdon antròpic és aquell que s'ha format a causa de l'ús del sòl pels humans, tot adquirit unes característiques similars a les d'un sòl mòl·lic pel que fa al seu contingut en carboni orgànic, color i estructura, i presenta un elevat contingut en fòsfor.

## Morfologia dels sòls
La morfologia de sòls estudia les característiques morfològiques dels sòls, els components i les propietats a diferent escala:
- Polipèdon (paisatge o successió de pèdons de característiques molt similars)
- Pèdon (lloc i punt determinat)
- Perfil (sondatge)
- Horitzons (capes diferenciades o profunditats observades en un perfil)
- Micromorfologia òptica (observació de diferències amb microscopi òptic)
- Micromorfologia electrònica (observació de diferències amb mitjans electrònics d'alta resolució)

Els quatre primers nivells són dins de l'escala macromorfològica i els dos darrers en la micromorfològica pel que fa als sòls. Les característiques morfològiques obtingudes poden ser molt variants segons els nivells de mesura emprats i els tipus de tècniques aplicades en l'estudi del sòl.